# Kult Kazika
KULT Kazika – książka o zespole Kult i jego liderze Kaziku Staszewskim autorstwa Leszka Gnoińskiego, wydana w 2000.

## Opis książki
Książkę napisał dziennikarz muzyczny Leszek Gnoiński. Ukazała się nakładem wydawnictwa In Rock 1 grudnia 2000 roku.
Pomysł napisania tej książki powstał podczas wywiadu, którego Kazik udzielił Leszkowi Gnoińskiemu wiosną 1997 roku. Książka opowiada o początkach ruchu punk, z którego wywodzą się Poland i Novelty Poland, wczesne zespoły Kazika, a przede wszystkim Kult. To opowieść o karierze Kultu, ale także wszystkich działaniach Kazika i pozostałych muzyków poza macierzystym zespołem. Książka wydana bardzo efektownie z dużą liczbą zdjęć, również prywatnych. Do książki dołączono płytę z niepublikowanymi wcześniej nagraniami.
Za oprawę graficzną odpowiadała Dorota Grubek.
Książka „Kult Kazika” była nominowana do Machinera, nagrody opiniotwórczego miesięcznika „Machina”.

## KULT Kazika: Utwory Dotąd Niepublikowane!
KULT Kazika: Utwory Dotąd Niepublikowane! – płyta dołączona do książki „KULT Kazika” na której znalazły się m.in. utwory wcześniej niepublikowane wzięte z prywatnych kolekcji poszczególnych członków zespołu.

## Lista utworów płyty dołączonej do książki
Opracowano na podstawie materiału źródłowego:
1. „Sekretarka Pierwsza Pochwalna” – 0:28
2. „Młodzi Warszawiacy” – 2:40
3. „Miasto płonie” – 1:47
4. „Śmierć Sołtysa” – 3:50
5. „Wojny” – 3:19
6. „Sekretarka Druga Hymnowa” – 0:27
7. „Radio Tirana” – 1:27
8. „Sekretarka Trzecia Polityczna” – 0:22
9. „Obywatele Śmierdziele” – 1:54
10. „Stara Ich Armada” – 2:11
11. „Sekretarka Numero Quattro” – 0:21
12. „Walking” – 3:14
13. „Berlin” – 3:27
14. „Anarchia” – 1:44
15. „Sekretarka Piąta Bogobojna” – 0:20
16. „Droga Do Piekła” – 3:32
17. „Wyrok” – 2:57
18. „Himmler” – 3:47
19. „Sekretarka Szósta Ufna” – 0:17
20. „Sowieci” – 2:34
21. „Venom” – 2:34
22. „Hardcore” – 2:19
23. „Sekretarka Siódma Fantastyczna” – 0:20
24. „Zabiłem Kolegę Na Poligonie” – 3:12
25. „Rock Hard” – 4:56
26. „Rząd Oficjalny” – 2:52
27. „Sekretärin Echte” – 0:19
28. „Marianna” – 4:19
29. „Do Ani” – 4:08
30. „Zabiłem Kolegę Na Poligonie (wersja z udziałem klarnetu)” – 4:33
31. „Bonus Track” – 2:05